# 無明山
無明山是臺灣中央山脈北段的一座高山，位於臺中市和平區平等里與花蓮縣秀林鄉富世村交界，屬太魯閣國家公園管轄，海拔3449.2公尺，為臺灣百岳之一，山頂立有二等三角點1450號。其山體壯闊，植被以針葉林為主，稜線地帶寬平，多為草原與灌叢。立霧溪水系之瓦黑爾溪、小瓦黑爾溪、華綠溪，以及大甲溪水系之耳無溪均發源於此，眾溪流的向源侵蝕在該山四周形成多處崩塌地，尤以北方的鬼門關斷崖與南方的無明斷崖為甚，使山勢更形雄峻，故名列十峻之一。
中央山脈主脈在無明山以近乎直角的轉折連接北面的鬼門關峰、甘薯南峰、甘薯峰，以及西南方的鈴鳴山，而無明山也是這段「北二段」稜線中，海拔最高也最險峻的山。泰雅族、賽德克族與太魯閣族的傳統領域在此重疊，部落間為爭奪獵場曾頻繁爆發衝突，乃至出草。「無明山」一名始見於日治時期的地圖，同時期的史料亦有記作無名山者。一說該山地處偏遠，水源稀少，罕有登山者涉足，加上其地勢突出，導致氣象不穩，不易窺見山容，故「無名」才是本名，「無明」是後來發展出來的名稱。